# サントーシャ
サントーシャ（梵語： संतोष saṃtoṣa 、英：Santosha) は文字通り「満足、満足」を意味する  インド哲学、ヨガ哲学における倫理的概念で、ニヤマの一つ。 

## 定義
サントーシャ (Santosha) はサンスクリット語で、接頭辞Saṃ- (सं-, सम्-) とトーシャ (तोष (語源は √तुष्, √tuṣ)) の複合語。 Sam-は「完全に」、「全部」を意味し、  Tosha （語源は√tus）は「満足」、「満足感」、「受容」、「快適であること」を意味します。  
サントーシャという言葉は「完全に受け入れ、完全に快適であり、完全に満足する」という意味になる。 Tuṣht (तुष्टः) という語根の他の単語、例えば Santusht (सन्तुष्ट) や Tushayati (तुष्यति) はSantoshaと同義で、古代および中世のインドの文献に見られる  。
アイザックスはサントーシャを「満足、自分の状況を受け入れること」と訳している。 ウッズは、Trsna （तृष्णा、渇望）の欠如と、人生に必要なものを望むことと説明している。 また、他の研究者は、 満足の姿勢、つまり自分自身と自分の環境や状況をそのまま受け入れる態度であり、楽観主義と未来を変える努力に必要な精神状態であると定義している。 バッタはサントーシャを内なる満足、内なる平和の状態であると説明している。
ヨガ・ダルシャナでは、満足を「喜びや苦しみ、利益や損失、名声や軽蔑、成功や失敗、同情や憎しみに遭遇するかどうかに関係なく、喜びと満足の心が存在する」状態と定義している。

## 関連文献
- T.M.P. Mahadevan, The Pañcadaśī of Bhāratītīrtha-Vidyāraṇya: An Interpretative Exposition, Chapter 7 - Elucidation of Contentment, Centre of Advanced Study in Philosophy, University of Madras, 1969, OCLC 663724

Template:Yoga